# ギブソン G-FORCE
ギブソン G-FORCE (Gibson G-FORCE) は、ギブソン社がロボットギターやダーク・ファイアーで実績のあったドイツのトロニカル（Tronical）社の自動チューニングシステム、トロニカルチューン（Tronical Tune）をMin-Etuneの名称を経て、Gibson G-FORCEとしてOEM採用した名称である。

## 概要
ヘッドの裏にペグ込みの電機仕掛けのメカが取り付けられており、ワンタッチ+開放弦をストロークする事で自動チューニングされる。レギュラーチューニングを基本にDADGAD、全弦1音下げ、ドロップD、全弦半音下げ、ダブルドロップD、オープンE、オープンA、オープンD、オープンG、ドブロ、4度チューニング等の設定が可能。ドイツ製。

## 来歴

### 2014年
MIN- ETuneとしてGibsonとEpiphoneの一部のギターに搭載が開始。
2014年MIN- ETune搭載モデル　全てGibson USA
LPM / Les Paul Futura / Les Paul Signature / Les Paul Peace / Les Paul Standard 2014 / SGM / SG Standard 2014 / SG Futura

### 2015年
名称をGibson G-FORCEに変更して2015年Gibson USAモデルの一部モデル（LP Supreme / Derek Trucks SG / Firebird / Bass）を除き全面的に採用された。MIN- ETuneに対して作動プログラムが改良されており、名前だけが違う訳ではない。
2015年Gibson G-FORCE 搭載モデル　全てGibson USA
Les Paul Standard 2015 / Les Paul Traditional 2015 / Les Paul Deluxe 2015 / Les Paul Classic 2015 / Les Paul Less Plus / Les Paul Studio 2015 / LPM 2015 / Les Paul Special 2015 Double Cutaway / Les Paul Junior 2015 / SG Standard 2015 / SG Special 2015

### 2016年
現代的な仕様の「High Performance モデル」のギターのみに割合的には縮小されたが、ファイヤーバードとエクスプローラーの6連ペグタイプとペグのホール位置も尖っているフライングVが新たにラインナップに加わった。ファイヤーバードはペグがヘッドの表から飛び出しているファイヤーバードにしては特異な見た目になっている。
2016年Gibson G-FORCE 搭載モデル　全てGibson USA
Les Paul CM 2016 HP / Les Paul Studio Faded 2016 HP / Les Paul 50s Tribute 2016 HP / Les Paul 60s Tribute 2016 HP / Les Paul Studio 2016 HP / Les Paul Traditional 2016 HP / Les Paul Standard 2016 HP / SG Special Faded 2016 HP / SG Special 2016 HP / SG Standard 2016 HP / SG Standard 2016 P-90 HP / Firebird V 2016 HP / Explorer 2016 HP / Flying V Pro 2016 HP

### 2017年
2017年モデルには、ともすれば初心者っぽく見える自動チューニングの機構や、表側から見えるペグのボタンの違和感のある見え方がユーザーにはあまり受け入れられなかったのか、Gibsonでの採用モデルは無くなった。ペグを通常のものに交換するショップやユーザーも少なからず存在した。

## Gibson G-FORCEを使用しているギタリスト
- ROLLY[4] Les Paul Deluxe 2015 Pelham Blue Metalic Top